# Sonia Asselah
Sonia Asselah, née le 20 août 1991 à Tizi Ouzou est une judokate algérienne évoluant dans la catégorie des plus de 78 kg.

## Biographie
Sonia Asselah remporte la médaille de bronze en plus de 78 kg aux Championnats d'Afrique de judo 2010 et aux Championnats d'Afrique de judo 2011.
Sonia Asselah a décroché une médaille d’or aux 33e championnats d’Afrique de judo, qui se sont déroulés du 4 au 7 avril 2012 à Agadir, au Maroc, qualificatifs pour les Jeux de Londres 2012 ; elle est éliminée au premier tour de ces Jeux par la Britannique Karina Bryant, qui sera médaillée de bronze. Lors de la coupe du monde à Bucarest (en Roumanie), Sonia remporte l'argent en s'inclinant en finale face à une Vénézuélienne.
Médaillée de bronze en plus de 78 kg aux Championnats d'Afrique de judo 2013,  elle remporte l'or en open et le bronze en plus de 78 kg aux Championnats d'Afrique de judo 2014. Aux Championnats d'Afrique de judo 2015, elle est médaillée d'argent en open et médaillée de bronze en plus de 78 kg. Elle est également médaillée d'argent en plus de 78 kg aux Jeux africains de 2015 ; aux Championnats d'Afrique de judo 2016, elle obtient l'argent en open et en plus de 78 kg.
Aux Jeux olympiques d'été de 2016, elle est désignée porte-drapeau de la délégation sportive algérienne. Elle est éliminée  au deuxième tour de ces Jeux  par la Chinoise Yu Song, qui terminera médaillée de bronze.
Elle est médaillée d'or en plus de 78 kg et médaillée d'argent en open aux Championnats d'Afrique de judo 2017, puis médaillée d'argent en plus de 78 kg aux Championnats d'Afrique de judo 2018 et médaillée de bronze en plus de 78 kg aux Jeux méditerranéens de 2018 ainsi qu'aux Championnats d'Afrique de judo 2019. Elle obtient la médaille d'argent aux Championnats d'Afrique de judo 2020 à Antananarivo ainsi qu'aux Championnats d'Afrique de judo 2021 à Dakar.
Elle obtient la médaille de bronze dans la catégorie des plus de 78 kg ainsi que la médaille d'or par équipes aux Championnats d'Afrique de judo 2022 à Oran.
Elle est médaillée d'or dans la catégorie de plus de 78 kg aux Jeux panarabes de 2023 et médaillée de bronze par équipe mixte aux Championnats d'Afrique de judo 2024 au Caire.
Sonia Asselah est la sœur de Sabrina Asselah.